# جاك كينغ (مخرج)
جاك كينغ (بالإنجليزية: Jack King)‏ هو رسام رسوم متحركة ومخرج أمريكي، ولد في 4 نوفمبر 1895 في ألاباما في الولايات المتحدة، وتوفي في 4 أكتوبر 1958 في لوس أنجلوس في الولايات المتحدة.

## وصلات خارجية
- جاك كينغ على موقع IMDb (الإنجليزية)
- جاك كينغ على موقع ألو سيني (الفرنسية)
- جاك كينغ على موقع قاعدة بيانات الأفلام السويدية (السويدية)
- جاك كينغ على موقع قاعدة بيانات الفيلم (الإنجليزية)
- جاك كينغ على موقع كينوبويسك (الروسية)